# Christian Bräuchler
Christian Bräuchler (né en 1975) est un botaniste allemand et chercheur dans la famille de Lamiaceae du genre Clinopodium, collectionnant également Filicophyta venant d'Europe (Allemagne, Autriche, Grèce, Italie, Monaco), d'Indochine (Laos, Thaïlande, Vietnam) d'Afrique tropicale (Cameroun) et d'Afrique du Sud.
Il travaille au département de biologie I de l'université de Munich.

## Écrits notables
- 2012 : C. Carbutt, C. Bräuchler. The Rediscovery of Killickia Grandiflora (Lamiaceae), A Narrow Endemic from the Northern KwaZulu-Natal Drakensberg. Plant Life 41/42: 40-45

- 2013 : S.S. Cohen, C. Bräuchler. Heliotropium ovalifolium Forssk. In Raab-Straube E. von & Raus Th. (eds.) Euro+Med-Checklist Notulae, 2 [Notulae ad floram euro-mediterraneam pertinentes 31]. Willdenowia 43: 240

- 2013 : Y. Salmaki, S. Zarre, O. Ryding, C. Lindqvist, C. Bräuchler, G. Heubl, J. Barber, M. Bendiksby. Molecular phylogeny of tribe Stachydeae (Lamiaceae subfamily Lamioideae). Mol. Phyl. Evol. 69: 535-551

- 2013 : V. Slavkovska, B. Zlatković, C. Bräuchler, D. Stojanović, O. Tzakou, M. Couladis. Variations of essential oil characteristics of Clinopodium pulegium (Lamiaceae) depending on phenological stage. Botanica Serbica 37 (2): 97-104

- 2013 :  M. Bendiksby, Y. Salmaki, C. Bräuchler, O. Ryding. The Generic Position of Stachys Tibetica Vatke, and Amalgamation of the Genera Eriophyton and Stachyopsis (Lamiaceae subfam. Lamioideae). Plant Syst. Evol.